# Лесное сельское поселение (Тверская область)
Лесное сельское поселение (карел. Lesnoin kyläkunda) — муниципальное образование в составе Лесного района Тверской области России.

На территории поселения находятся 21 населенный пункт. Административный центр — село Лесное.

Образовано в 2005 году, включило в себя территории Борпрудовского, Городковского (часть) и Лесного сельских округов.

## География
- Общая площадь: 185,53 км²
- Нахождение: центральная и западная части Лесного района.
  - Граничит:
    - на севере — с Бохтовским СП
    - на востоке — с Медведковским СП
    - на юге — с Сорогожским СП
    - на юго-западе — с Удомельским районом, Куровское СП и Котлованское СП
    - на северо-западе — с Новгородской областью, Мошенской район

Реки — Кременница, Чернятка, по восточной границе — Сарагожа. На границе с Удомельским районом — озеро Иловец.

## Население
На 01.01.2008 — 2685 человек. Национальный состав: русские и тверские карелы.

## Населенные пункты
На территории поселения находятся следующие населённые пункты:
| №  | Тип нп | Название          | Население (2008 год) |
| -- | ------ | ----------------- | -------------------- |
| 1  | село   | Лесное            | 2039                 |
| 2  | дер.   | Андрюшино         | 4                    |
| 3  | дер.   | Бор-Пруды         | 157                  |
| 4  | дер.   | Варварина Гора    | 0                    |
| 5  | дер.   | Виглино           | 5                    |
| 6  | дер.   | Высочка           | 1                    |
| 7  | дер.   | Городок           | 218                  |
| 8  | дер.   | Дворищи           | 19                   |
| 9  | н.п.   | Крахмальный Завод | 0                    |
| 10 | дер.   | Лопатиха          | 123                  |
| 11 | дер.   | Мартышево         | 0                    |
| 12 | дер.   | Обретино          | 2                    |
| 13 | дер.   | Овсянниково       | 7                    |
| 14 | дер.   | Подусово          | 0                    |
| 15 | дер.   | Сошниково         | 0                    |
| 16 | дер.   | Спирово           | 75                   |
| 17 | дер.   | Сумароково        | 2                    |
| 18 | дер.   | Чёкотово          | 1                    |
| 19 | дер.   | Чернятка          | 22                   |
| 20 | дер.   | Шатеево           | 7                    |
| 21 | дер.   | Язовицы           | 3                    |

### Бывшие населенные пункты
- Ворониха
- Алексино
- Учениково
- Среднее
- Подборовка

Деревни Пустая, Угрюмова Гора и Лукино присоединены к селу Лесное.

## История
В XII—XVII вв. территория поселения относилась к Бежецкой пятине Новгородской земли.

С XVIII века территория поселения входила:
- в 1708—1727 гг. в Санкт-Петербургскую (Ингерманляндскую 1708—1710 гг.) губернию, Новгородскую провинцию,
- в 1727—1775 гг. в Новгородскую губернию,
- в 1775—1796 гг. в Тверское наместничество,
- в 1796—1803 гг. в Тверскую губернию,
- в 1803—1929 гг. в Тверскую губернию, Весьегонский уезд,
- в 1929—1930 гг. в Московскую область, Михайловский район,
- в 1931—1935 гг. в Московскую область, Лесной район,
- в 1935—1963 гг. в Калининскую область, Лесной район,
- в 1963—1966 гг. в Калининскую область, Максатихинский район,
- в 1966—1990 гг. в Калининскую область, Лесной район,
- с 1990 в Тверскую область, Лесной район.

В XIX — начале XX века большинство деревень поселения относились к Лопатинской волости Весьегонского уезда. Юго-западная часть поселения относилась к Парьевской волости Вышневолоцкого уезда.

## Известные люди
В селе Виглино родился Герой Советского Союза Егор Ефремович Анкудинов.